# ツィツィミメ

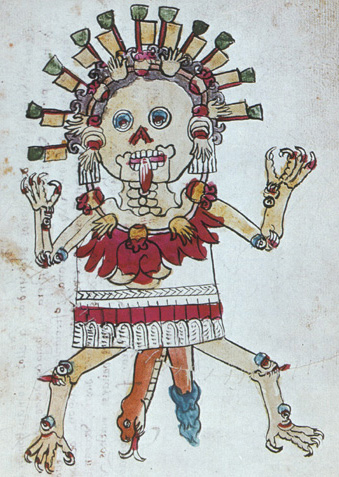
マリアベッキアーノ絵文書のツィツィミトル

ツィツィミメ（Tzitzimime、単数形はツィツィミトル Tzitzimitl）は、アステカ神話の闇の悪鬼である。
後古典期中央メキシコでは、星座や惑星は特定の条件下で恐しい人を食う悪鬼と化すと考えられた。とくに恐れられたのが日食で、星の悪鬼が太陽を攻撃していると考えられた。また、アステカでは52年のカレンダー・ラウンドの終わりも恐しい時期であり、もし神官たちが新しい火をおこすことができなければ、ツィツィミメが天から降りてきて世界を破滅させると考えられた。
天の四方を支えるトラウィスカルパンテクトリ、シウテクトリ、エエカトル＝ケツァルコアトル、ミクトランテクトリの4神もツィツィミメの役割を果たすと考えられた。しかし、ツィツィミメは一般的に女性と考えられている。『マリアベッキアーノ絵文書』のツィツィミメは骸骨の姿をして貝殻の縁取りのスカートを身につけている。
タモアンチャンの女神であるイツパパロトルはもっとも重要なツィツィミメである。
ツィツィミメはまたプルケの起源説話にも登場する（マヤウェルを参照）。